# Storchenturm (Tiengen)

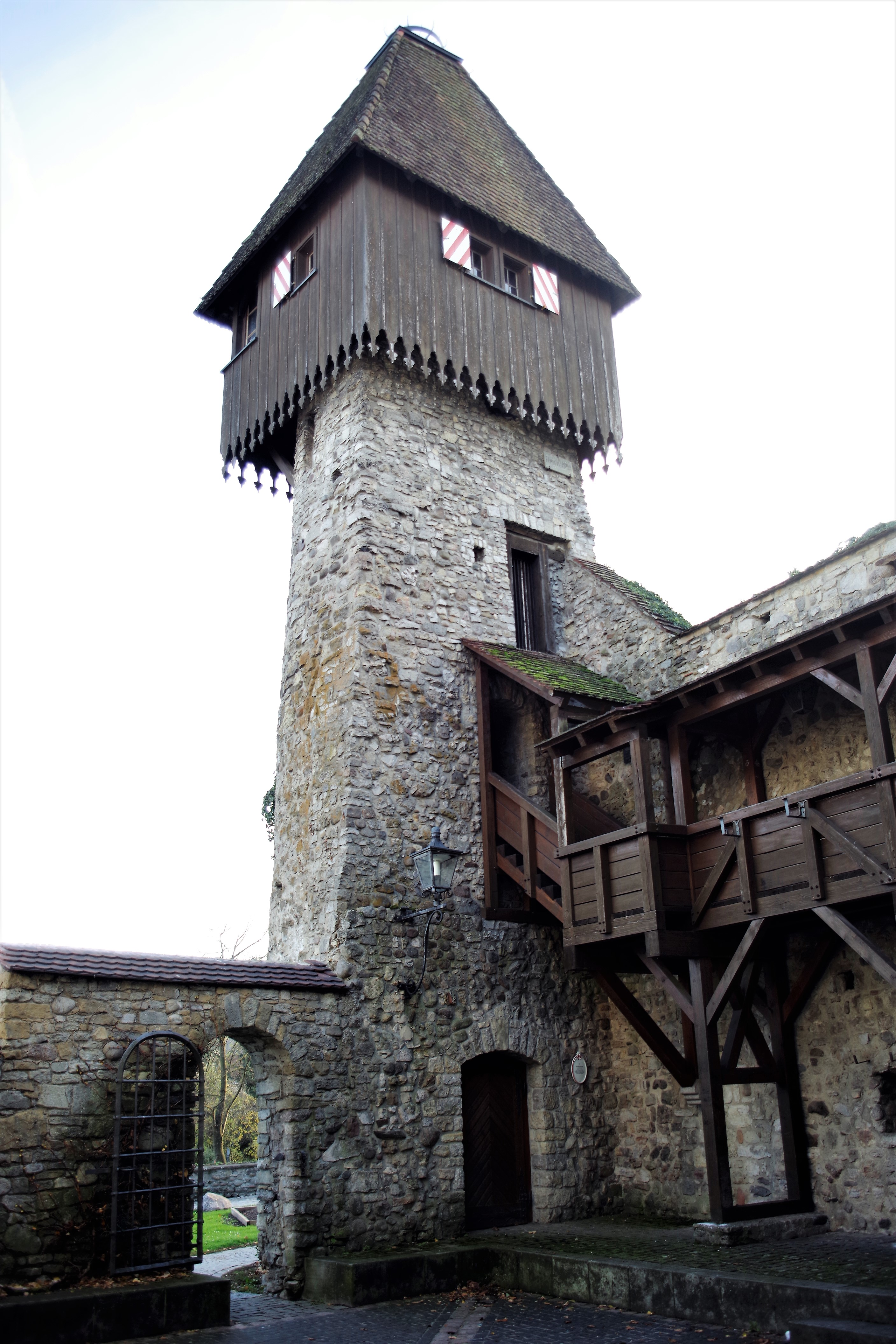
Der Zugang zum Storchenturm in Tiengen

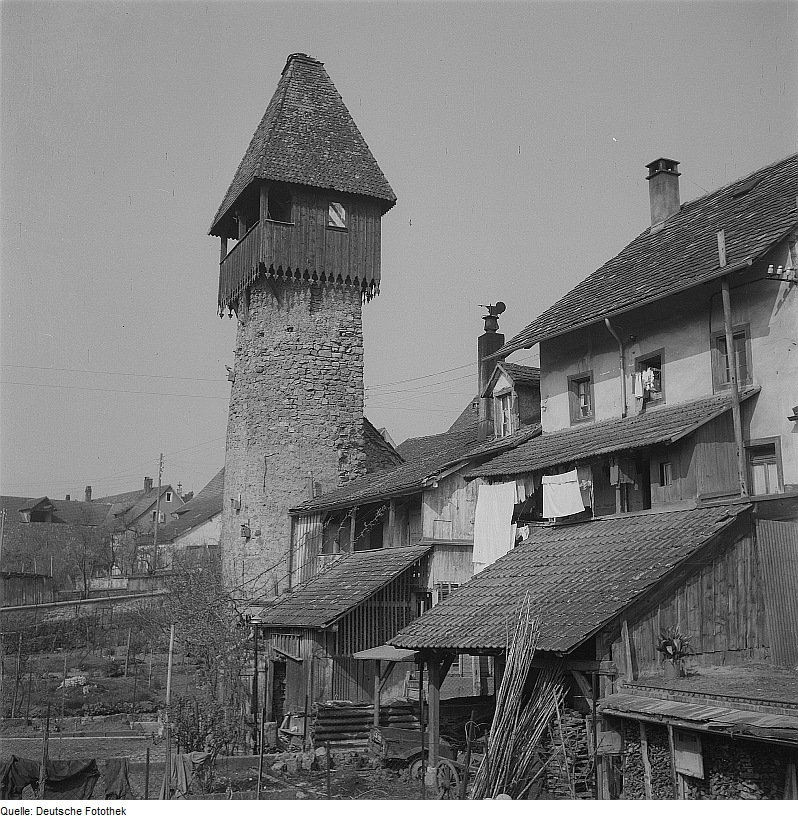
Foto aus den 50er Jahren von Richard Peter

Der Storchenturm ist der einzig erhaltene der ehemals fünf Wehrtürme der ehemaligen Stadtmauer der Stadt Tiengen und ist ein Wahrzeichen der Stadt.

## Geschichte
Der Turm wurde 1525 erstmals als Diebsturm genannt. Als Gefängnis diente er sporadisch bis in das 18. Jahrhundert. Er ist aus Wacker- und Bruchstein halbrund erbaut. Das Dach wechselte mehrfach seine Formen, nach einem pyramidenförmigen Aufbau zu Anfang des 17. Jahrhunderts folgte ein Pultdach, um 1800 war es ein rundes Spitzdach. Im 18. Jahrhundert wurde die Befestigung der Stadt kontinuierlich niedergelegt. Der in einer Südwestecke stehende Turm war im Besitz der Fürsten zu Schwarzenberg. 1823 veräußerte der Badische Staat als deren Nachfolger den Turm an Privat. Nach der Erwerbung durch Apotheker Schill ließ dieser 1898 als Turmabschluss eine Holzlaube mit Spitzdach anbringen. Die gekappte Spitze trägt einen eisernen Reif für ein (heute allerdings ungenutztes) Storchennest, von dem sich seither der Name des Turmes ableitet. Der Apotheker Schill nahm die Störche auf die auf dem Ostgiebel des Schloss Tiengen in den Jahren 1894 bis 1898 brüteten, dort aber nicht mehr geduldet waren. Seit 1930 ist die Stadt Tiengen durch Schenkung Besitzer des Turms der inzwischen mehrfach aufwändig restauriert wurde.